# Chiesa di Santo Stefano (Capriasca)

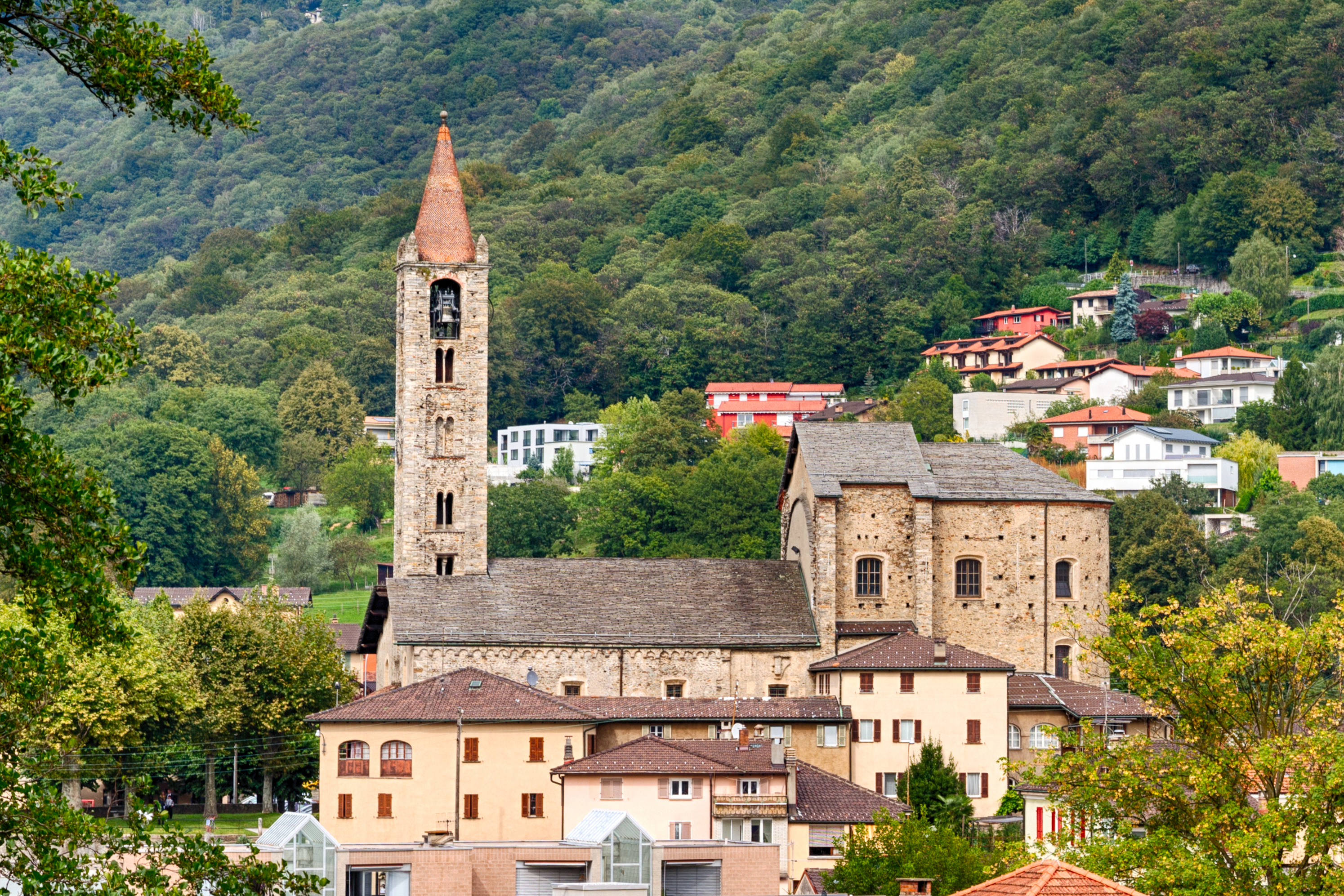
Vista di lato della chiesa di S. Stefano

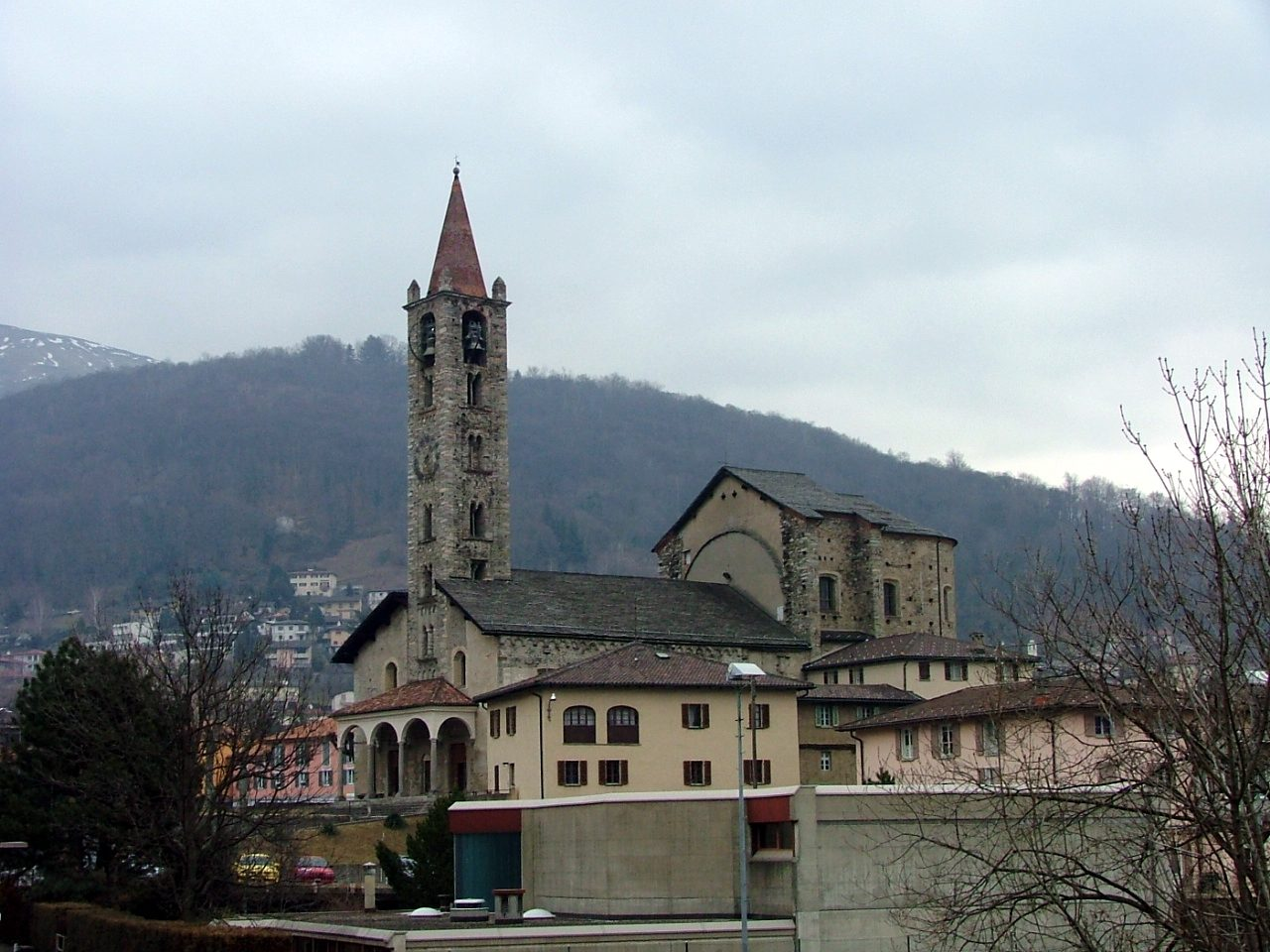
La chiesa vista dal Campo Sportivo

La chiesa di Santo Stefano è un edificio religioso costruito nel IX secolo a Tesserete, frazione di Capriasca in Canton Ticino.

## Storia
Nonostante la più antiche vestigia della chiesa risalgano al IX secolo, l'edificio venne menzionato per la prima volta nel 1078 quando il paese venne citato nel testamento della contessa Grassa, nobildonna milanese proprietaria di queste terre, che con quell'atto consegnò parte dei propri terreni e dei diritti sui pascoli alpini locali agli abitanti per farsi perdonare del delitto compiuto dai suoi figli che avevano ucciso a tradimento il prevosto della chiesa di Santo Stefano per delle contese insorte. La stessa contessa volle essere sepolta a Tesserete, proprio accanto alla canonica, dove ancora oggi si trova la sua tomba.
Sin dal XIII secolo fu la chiesa di riferimento della pieve della Val Capriasca. A questo periodo risalirebbe l'edificazione del campanile, che peraltro conserva una scultura trecentesca in legno raffigurante la Crocifissione.
Edificio da principio in pieno stile romanico, fu modificato profondamente nel corso dei secoli: negli anni 1444-1445 la chiesa fu radicalmente rimaneggiata, assumendo l'aspetto che per larghe linee conserva tuttora, e nel XVI secolo subì l'aggiunta delle volte e degli archi trasversali. Un'ulteriore trasformazione risale agli anni fra il 1762 e il 1772, quando alla struttura furono aggiunti abside e presbiterio.
Fece parte dell'Arcidiocesi di Milano fino al 1884, quando passò sotto l'amministrazione di quella di Lugano.

## Descrizione

### L'interno

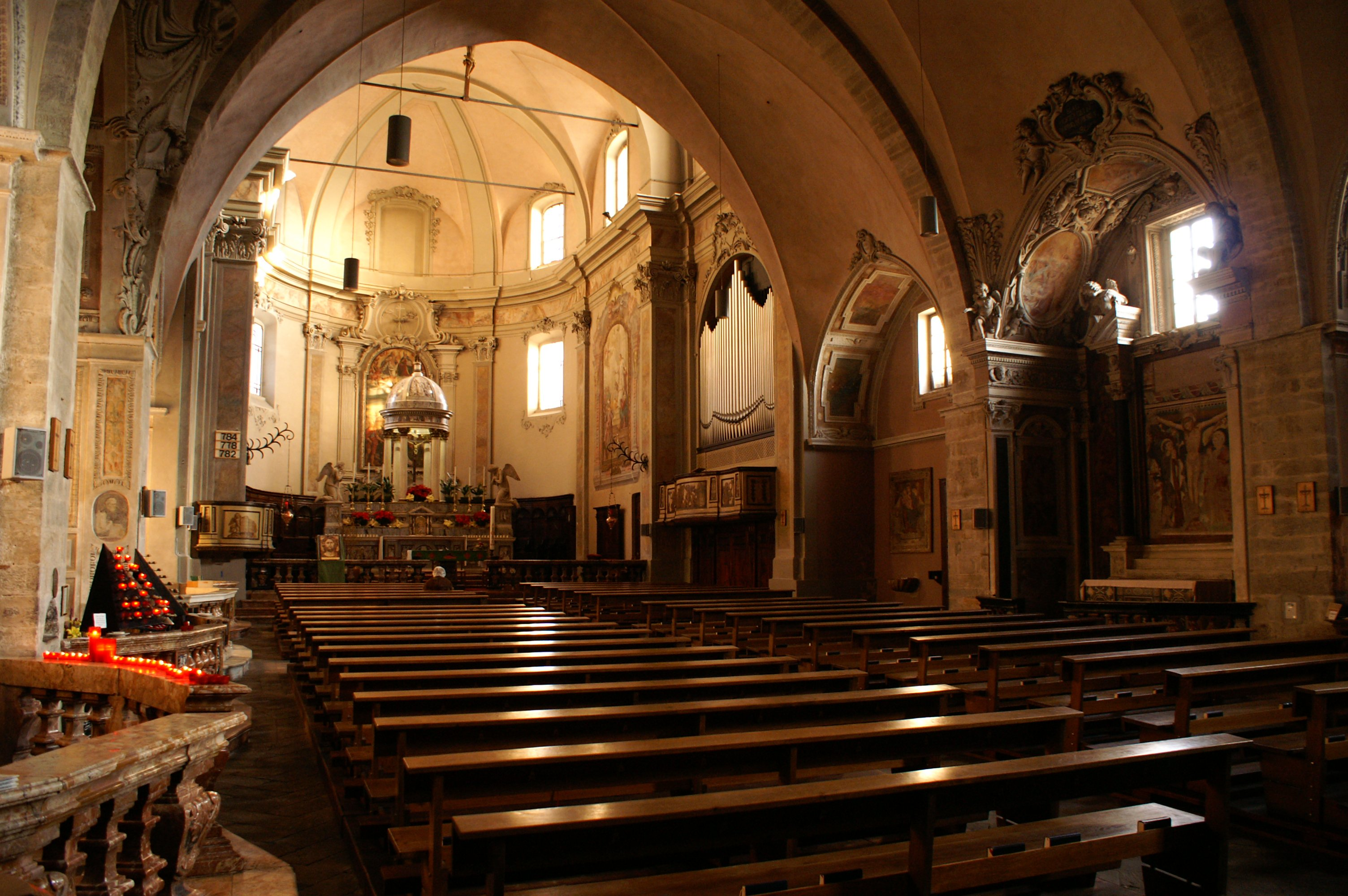
Interno della chiesa

Internamente, spiccano le opere pittoriche conservate nel coro, dove trovano posto una Lapidazione di Santo Stefano risalente al XVI secolo e altri dipinti tardosettecenteschi. Al 1568 risalgono gli stalli destinati alla cantoria, disposti a semicerchio attorno a un altare maggiore a tempietto. 
Tra le cappelle che si affacciano sulla navata e che sono decorate da stucchi, la prima e la terza sul lato meridionale conservano affreschi databili al XV secolo. Gli altari di queste cappelle - così come quelli delle rimanenti - vennero realizzati tra il Seicento e il Settecento.